# Балка Ольхова
Балка Ольхова, Вільхова — балка (річка) в Україні у Дергачівському районі Харківської області. Права притока річки Харків (басейн Дону).

## Опис
Довжина балки приблизно 6,37 км, найкоротша відстань між витоком і гирлом — 6,01  км, коефіцієнт звивистості річки — 1,06 . Формується декількома струмками та загатами.

## Розташування
Бере початок на північно-східній стороні від села Руська Лозова у дубовому лісі. Тече переважно на південний схід і на південно-західній околиці села Борщова впадає у річку Харків, ліву притоку річки Лопані.

## Цікаві факти
- Від витоку балки на західній стороні на відстані приблизно 4 км пролягає автошлях М20[3] (автомобільний шлях міжнародного значення на території України, Харків — кордон із Росією. Проходить територією Харківської області. Збігається з частиною європейського маршруту E105 (Кіркенес — Санкт-Петербург — Москва — Харків — Ялта).).